# 3rd Melody
3rd Melody è il quarto album registrato in studio da Stephen Schlaks.
Orchestra diretta e arrangiamenti realizzati da Graham Preskett.
Lo strumentale Cascades fu usato come sigla iniziale e finale della trasmissione della Rai, "Speciale Tg1" in onda nel 1980.

## Tracce
1. 3rd Melody – 3:52
2. Dancing Blue – 5:21
3. A Dance With Susanna – 3:16
4. Going Home – 3:31
5. I Wonder Why She Went Away – 3:00
6. Cascades – 3:28
7. Down That Road – 4:23